# Le Cloître-Pleyben
Le Cloître-Pleyben (tiếng Breton: Kloastr-Pleiben) là một xã của tỉnh Finistère, thuộc vùng Bretagne, miền tây bắc Pháp.

## Dân số
Người dân ở Le Cloître-Pleyben được gọi là Cloîtriens.